# Saltspring Island
Saltspring Island ist eine in der kanadischen Provinz British Columbia gelegene Insel im Pazifischen Ozean. Die Siedlung Ganges ist das Zentrum der Insel und bietet zahlreiche Einkaufsmöglichkeiten für die kleineren Inseln in der Umgebung. Die Insel ist etwa 29 km lang und bis zu 14 km breit.

## Demographie
Der Zensus im Jahr 2011 ergab für die Insel eine Bevölkerungszahl von 10.234 Einwohnern. Die Bevölkerung der Ansiedlung hatte dabei im Vergleich zum Zensus von 2006 von 384 Einwohnern um 6,2 % zugenommen, während die Bevölkerung in der Provinz British Columbia gleichzeitig um 7,0 % anwuchs.

## Geschichte
Der Name der Insel änderte sich im Laufe der Zeit zahllose Male. Bereits vor der Ankunft der europäischen Entdecker gab es verschiedene Namen für die Insel. In der Sprache der First Nations vom Volk der Saanich hieß die Insel Cuan, was mit jedes Ende sinngemäß übersetzt werden kann und sich auf die Form der Inselenden bezieht. Die Cowichan nannten die Insel in ihrer Sprache Klaathem, was sich mit Salz übersetzen lässt.
In einer Karte, die während der Regierungszeit von Gouverneur James Douglas (1851–1855) erstellt wurde, findet sich dann der Name Chuan Island. Dieser Name geht auf einen anderen Dialekt der Cowichan zurück.

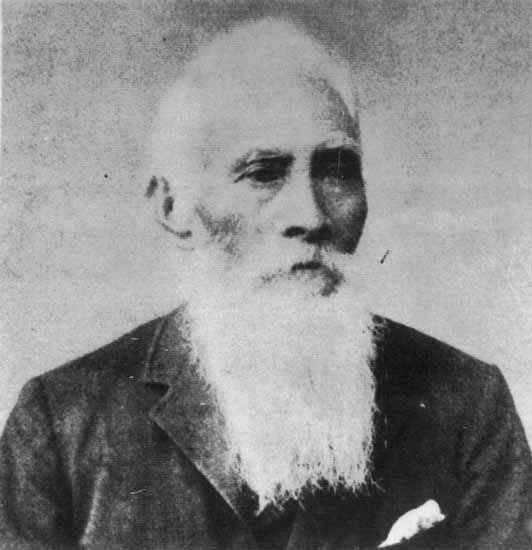
William Nawana „Tahouney“ (10. April 1826 auf den Sandwich Islands – ca. 1905) lebte zusammen mit seiner Cowichanfrau Tseleachei 1901 an der Isabella Point Road, fotografiert um 1900

Jedoch bereits 1855 erstellte die Hudson’s Bay Company eine neue Karte. Auf dieser erschien dann auch erstmals der Name Saltspring Island. Lange hielt sich dieser Name jedoch nicht. 1859 wurde die Insel bereits wieder unter einem anderen Namen kartografiert, diesmal unter Admiral Island, zu Ehren des Befehlshaber der Pacific Station der britischen Royal Navy. Dieser Name hielt sich dann bis 1905. In der offiziellen Karte des Geographic Board of Canada aus dem Jahr wurde der Name wieder in Saltspring Island zurückgeändert.

## Verkehr
Der südwestlich der Ansiedlung Ganges gelegene Wasserflughafen (IATA-Flughafencode: YGG, ICAO-Code: -, Transport Canada Identifier: CAX6) verbindet die Insel auf dem Luftweg mit Ortschaften in der restlichen Provinz.
Mit der Fähre kann die Insel über drei verschiedene Verbindungen erreicht werden:
- vom Festland über Tsawwassen Ferry Terminal via Long Harbour Ferry Terminal (an der Ostseite der Insel),
- von Vancouver Island über Osborne Bay Ferry Terminal bei Crofton via Vesuvius Ferry Terminal (an der Westseite der Insel), sowie
- von Vancouver Island über Swartz Bay Ferry Terminal bei Sidney, via Fulford Harbour Ferry Terminal oder über die Southern Gulf Islands via Long Harbour Ferry Terminal.

Öffentlicher Personennahverkehr wird auf der Insel mit sieben Buslinien durch das „Salt Spring Island Transit System“ angeboten, welches von BC Transit in Kooperation betrieben wird. Das System bietet dabei auch Verbindungen zu den Fährterminals im Osten („Long Harbour Ferry Terminal“) und Westen („Vesuvius Ferry Terminal“) der Insel.

## Persönlichkeiten
- Randy Bachman – Rockmusiker
- Nick Bantock – Schriftsteller und Künstler
- Robert Bateman – Maler
- Brian Brett – Poet und Schriftsteller
- Bill Henderson – Sänger
- Dan Jason – Autor und Advokat für organischen Anbau
- Sky Lee – Schriftstellerin
- Tara MacLean – Sängerin
- Harry Manx – Musiker und Sänger
- Stuart Margolin – Schauspieler und Regisseur
- James Monger – Geologe
- Simon Millerd – Jazzmusiker
- Elliot Page – Schauspieler
- Jan Rabson (1954–2022) – US-amerikanisch-kanadischer Schauspieler und Synchronsprecher
- Valdy – Sänger
- Phyllis Webb – Dichterin und Executive Producer
- Simon Whitfield – olympischer Goldmedaillengewinner im Triathlon